# Місто Бога
Мі́сто Бо́га (порт. Cidade de Deus) — бразильський фільм 2002 року. На 1 березня 2024 року фільм займав 25-ту позицію у списку 250 найкращих фільмів за версією IMDb.

## Сюжет
Головна дійова особа картини — сам район де відбуваються події, один із найнебезпечніших у Ріо-де-Жанейро. Оповідь ведеться від імені Бушкапе — чорношкірого підлітка, який є надто слабким і боязким для того, щоб стати злочинцем, але досить талановитим для того, щоб стати гарним фотографом і творчою особистістю. Саме його очима глядачі бачать життя, любов і смерть багатьох героїв, долі яких сплітаються й перетинаються з розвитком сюжету.
Дві гангстерські банди б'ються на знищення. Значна частина бандитів — діти. Вони грають не в машинки, а в револьвери, стріляючи по живих мішенях. Підростають, стають вбивцями й збирають нових бійців. Найстрашніше у фільмі — не завалені трупами вулиці, а засмагла дитяча нога, прострелена крізь сандалію. «Куди тобі вистрілити? — запитує Малий Зе. — У руку або в ногу?».
Насильство — реакція голодного, приниженого, загнаного виживати у величезному капкані — Місті Бога. Мейрелліш розвертає на екрані монументальну фреску вбогості бразильського мегаполіса, жорстокого й сентиментального. «Місто Бога» — фільм про неминуче наступаючу епоху соціального хаосу.
Правда, ближче до фіналу сага губить набраний темп. До слова про героїв. Вони відібрані прямо на вуличках Міста Бога.

## У ролях
- Алешандре Родрігіш — Бушкапе
- Леандру Фірміну ду Ора — Маленький Зе
- Сеу Джордж — Мане Галінья (Красунчик Нед)
- Матеус Нахтергалє — Морква
- Феліпе Хаагенсен — Бенні
- Джонатан Хаагенсен — Патлатий
- Дуглас Сілва — Дадінью (Маленький Зе)
- Алісе Брага — Анжеліка

## Цікаві факти
- Фільм став рекордсменом за кількістю зайнятих у зйомках непрофесійних акторів, зібрав близько 55 нагород і 25 номінацій фестивалів і різних гільдій, номінований на чотири «Оскари», «Місто Бога» увібрав у себе найкращі риси фільмів Мартіна Скорсезе, Спайка Лі й «Суки-любові» Алехандро Гонсалеса Іньярітту.
- У фільму Фернанду Мейрелліша рейтинг «R» — кіно, що буяє жорстоким насиллям і ненормативною лексикою. Це теперішній кіноепос. Тільки по-бразильськи. Коли емоції переливаються через край, а екран розпікає пристрасть болю й насильства. Навіть кольори на екрані стають брунатно-іржаві: чи то сонцем спечені, чи то засохлою на дорозі кров'ю.
- Фільм зроблено за однойменним романом Пауло Лінса(інші мови). «Місто Бога» — назва житлового району в передмісті Ріо-де-Жанейро, де виріс сам автор книги. Щоб написати її, Паулу Лінс вісім років опитував жителів району, збирав матеріали про організацію місцевого наркобізнесу, що привела до війни банд у цьому передмісті в 1970-80 роки.